# Paulo de Almeida Coelho
Paulo de Almeida Coelho (4 gennaio 1971) è un ex atleta paralimpico portoghese.

## Biografia
Paulo de Almeida Coelho ha partecipato a quattro edizioni dei Giochi paralimpici estivi, gareggiando nella categoria dei ciechi assoluti (B1/T10/T11). Ha percorso le distanze di 800, 1500 e 5000 metri piani, ottenendo sette medaglie, di cui quattro d'oro. Sovente ha disputato la vittoria con il britannico Robert Matthews: a Barcellona 1992, nel corso di tre gare, è stato il primo nei 1500 metri, mentre Matthews lo ha superato negli 800 e nei 5000; ad Atlanta 1996 invece ha conquistato due medaglie d'oro e una d'argento, superato dal connazionale Domingo Gomes; infine a Sydney 2000, ha concorso solo nei 1500 metri, guadagnando nuovamente la medaglia d'oro. Nella sua ultima partecipazione, ad Atene 2004 ha affrontato due gare, risultando settimo in entrambi i traguardi.

## Palmarès
| Anno | Manifestazione       | Sede       | Evento           | Risultato | Prestazione | Note |
| ---- | -------------------- | ---------- | ---------------- | --------- | ----------- | ---- |
| 1992 | Giochi paralimpici   | Barcellona | 800 m piani B1   | Bronzo    | 2'05"28     |      |
| 1992 | Giochi paralimpici   | Barcellona | 1500 m piani B1  | Oro       | 4'17"82     |      |
| 1992 | Giochi paralimpici   | Barcellona | 5000 m piani B1  | Argento   | 16'09"80    |      |
| 1996 | Giochi paralimpici   | Atlanta    | 800 m piani T10  | Argento   | 2'06"02     |      |
| 1996 | Giochi paralimpici   | Atlanta    | 1500 m piani T10 | Oro       | 4'08"52     |      |
| 1996 | Giochi paralimpici   | Atlanta    | 5000 m piani T10 | Oro       | 16'04"28    |      |
| 2000 | Giochi paralimpici   | Sydney     | 1500 m piani T11 | Oro       | 4'10"13     |      |
| 2002 | Mondiali paralimpici | Lilla      | 1500 m piani T11 | Argento   |             |      |
| 2002 | Mondiali paralimpici | Lilla      | 5000 m piani T11 | Argento   |             |      |
| 2004 | Giochi paralimpici   | Atene      | 1500 m piani T11 | 7º        | 4'26"60     |      |
| 2004 | Giochi paralimpici   | Atene      | 5000 m piani T11 | 7º        | 16'38"45    |      |

## Onorificenze
- Commendatore dell'Ordine dell'infante Dom Henrique - 27 maggio 2015[2]